# جون هاري
جون هاري (1 أغسطس 1857 - 27 أكتوبر 1919) (بالإنجليزية: John Harry)‏ هو لاعب كريكت أسترالي. شارك مع منتخب أستراليا الوطني للكريكت.

## وصلات خارجية
- جون هاري على موقع إي آس بي آن كريك إنفو (الإنجليزية)